# Maxim (motorfiets)
Maxim is een historisch Brits motorfietsmerk.
De bedrijfsnaam was Maxim Motors, Londen.
Maxim was een van de honderden motorfietsmerken die kort na de Eerste Wereldoorlog opkwamen om emplooi voor het personeel te behouden nadat de oorlogsproductie was weggevallen. Omdat deze fabriekjes geen of weinig ervaring hadden met de productie van motorfietsen, moesten ze noodgedwongen inbouwmotoren toepassen. In het geval van Maxim waren dat 318cc Dalm tweetaktmotoren.
De productie ving al in 1919 aan, maar in 1921 verdween het motorfietsmerk Maxim alweer van het toneel. De concurrentie tussen deze kleine bedrijfjes was zeer groot. Bovendien waren de "grote" Britse merken ook weer met de productie begonnen en waren de Amerikaanse merken sterk in opkomst, omdat zij tijdens de oorlogsjaren hun machines verder hadden kunnen ontwikkelen, waar de Europese ontwikkelingen vrijwel stil hadden gestaan.